# Tephrosia seemannii
Tephrosia seemannii là một loài thực vật có hoa trong họ Đậu. Loài này được (Britten & Baker f.) K.Schum. miêu tả khoa học đầu tiên.